# 保普·耶诺
保普·耶诺（匈牙利語：Pap Jenő，1951年12月15日—），匈牙利男子击剑运动员。他曾获得1982年世界击剑锦标赛男子重剑个人冠军。他也参加了1980年夏季奥运会，未获得奖牌。